# Амби
Амби (фр. Hambye) насеље је и општина у северној Француској у региону Доња Нормандија, у департману Манш која припада префектури Кутанс.
По подацима из 2011. године у општини је живело 1193 становника, а густина насељености је износила 40,34 становника/km². Општина се простире на површини од 29,57 km². Налази се на средњој надморској висини од 89 метара (максималној 166 m, а минималној 47 m).

## Демографија
| 1962. | 1968. | 1975. | 1982. | 1990. | 1999. | 2011. |
| ----- | ----- | ----- | ----- | ----- | ----- | ----- |
| 1.366 | 1.558 | 1.318 | 1.241 | 1.218 | 1.121 | 1.193 |

График промене броја становника у току последњих година